# Jarkko Ruutu
Jarkko Ruutu (* 23. srpna 1975, Vantaa) je bývalý finský profesionální hokejový útočník, který odehrál 11 sezón v severoamerické NHL. K profesionálním zápasům naposledy nastupoval za švýcarský klub EHC Biel. Jeho bratři Tuomo Ruutu a Mikko Ruutu byli také hokejisty.
Svoji profesionální kariéru zahájil v roce 1996 v týmu finské ligy IFK Helsinky, za který hrál také v době výluky NHL v sezóně 2004–05. V roce 1998 byl draftován jako číslo 68 do týmu Vancouver Canucks, do kterého o rok později přestoupil. Na podzim 2006 přestoupil do Pittsburghu a odehrál tam dvě sezóny. V létě 2008 přestoupil do Ottawy. 17. února 2011 byl vyměněn z Ottawy Senators do Anaheimu Ducks za výběr v 6. kole vstupního draftu NHL v roce 2011. Po ukončení angažmá v NHL odehrál 3 sezóny za Jokerit Helsinky ve finské lize a několik zápasů za švýcarský EHC Biel.
S finskou reprezentací odehrál tři světové šampionáty (2001, 2004 a 2005), v roce 2006 s ní získal stříbrnou medaili na olympijských hrách v Turíně. Na tomto turnaji vyvolal pozornost zejména svým likvidačním faulem na Jaromíra Jágra během zápasu Finska s Českem ve skupině.

## Hráčská kariéra
- 1995/96 Michigan Tech NCAA
- 1996/97 IFK Helsinky
- 1997/98 IFK Helsinky
- 1998/99 IFK Helsinky
- 1999/00 Syracuse Crunch AHL, Vancouver Canucks
- 2000/01 Kansas City Blades IHL, Vancouver Canucks
- 2001/02 Vancouver Canucks
- 2002/03 Vancouver Canucks
- 2003/04 Vancouver Canucks
- 2004/05 IFK Helsinky
- 2005/06 Vancouver Canucks
- 2006/07 Pittsburgh Penguins
- 2007/08 Pittsburgh Penguins
- 2008/09 Ottawa Senators
- 2009/10 Ottawa Senators
- 2010/11 Ottawa Senators, Anaheim Ducks
- 2011/12 Jokerit Helsinky
- 2012/13 Jokerit Helsinky
- 2013/14 Jokerit Helsinky
- 2014/15 EHC Biel